# Bulleritz
Bulleritz ist ein Ortsteil der Gemeinde Schwepnitz im Freistaat Sachsen. Das Dorf liegt im Nordwesten des Landkreises Bautzen.

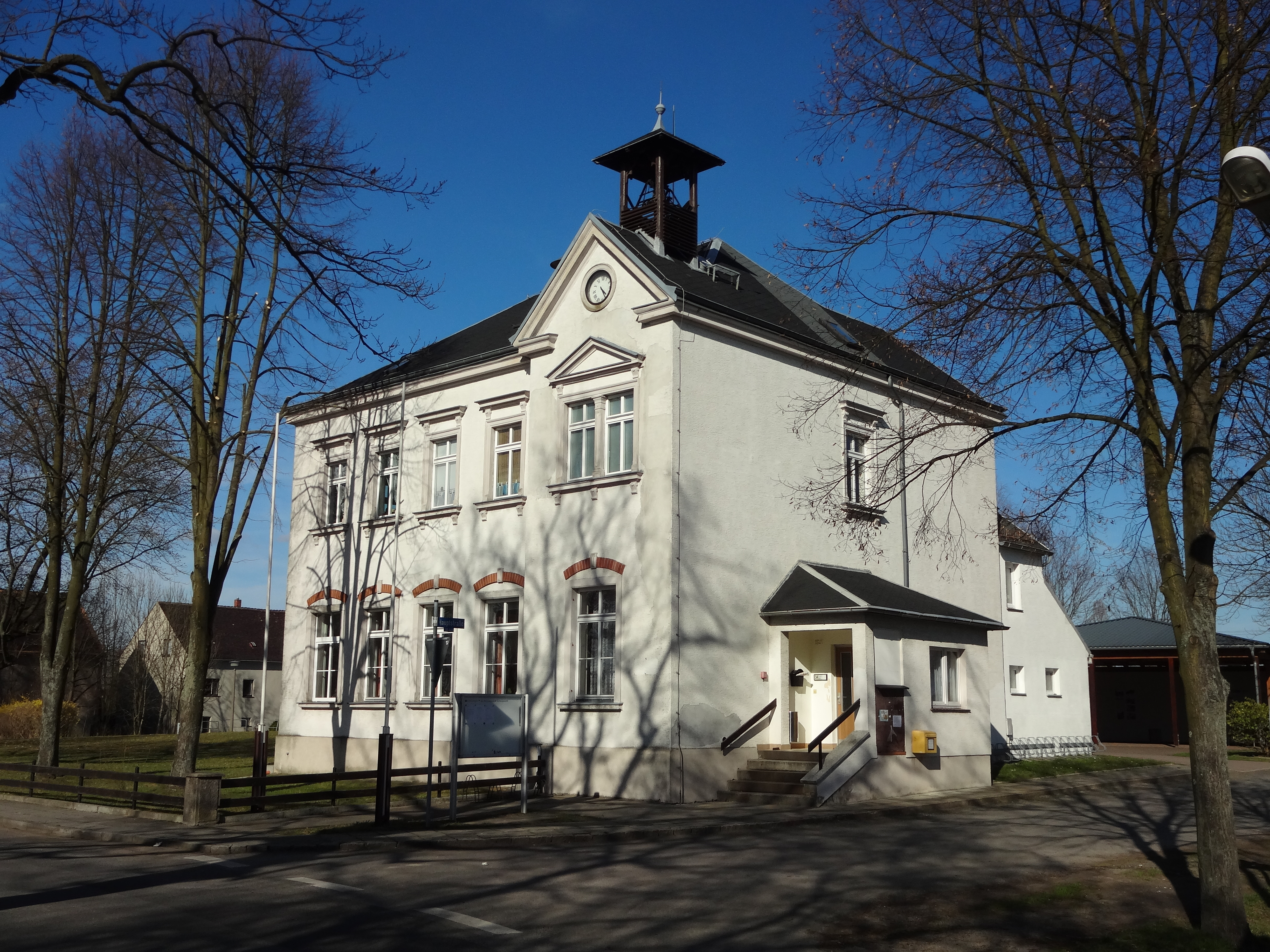
Schule

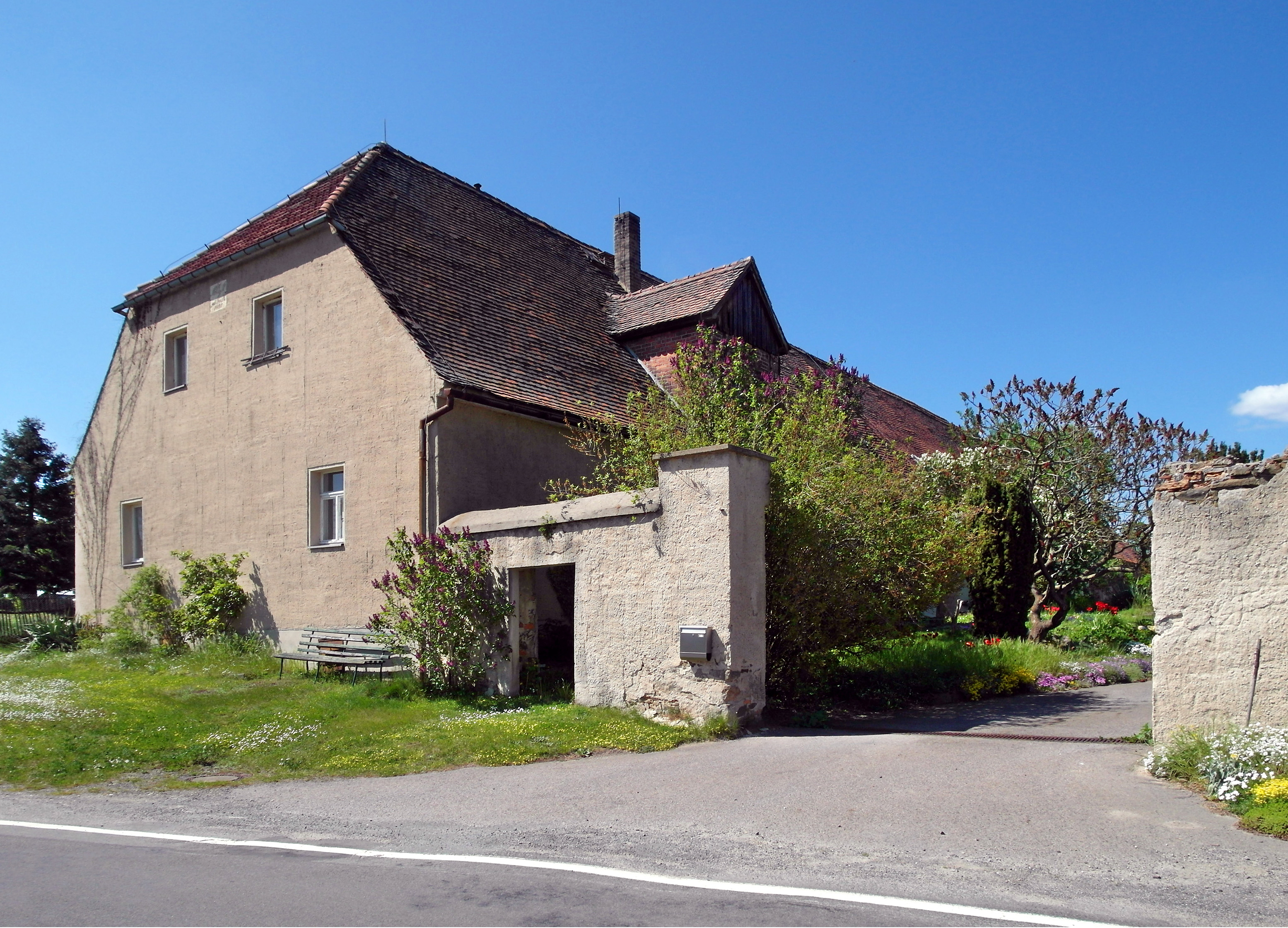
Arbeiterwohnhaus des Rittergutes

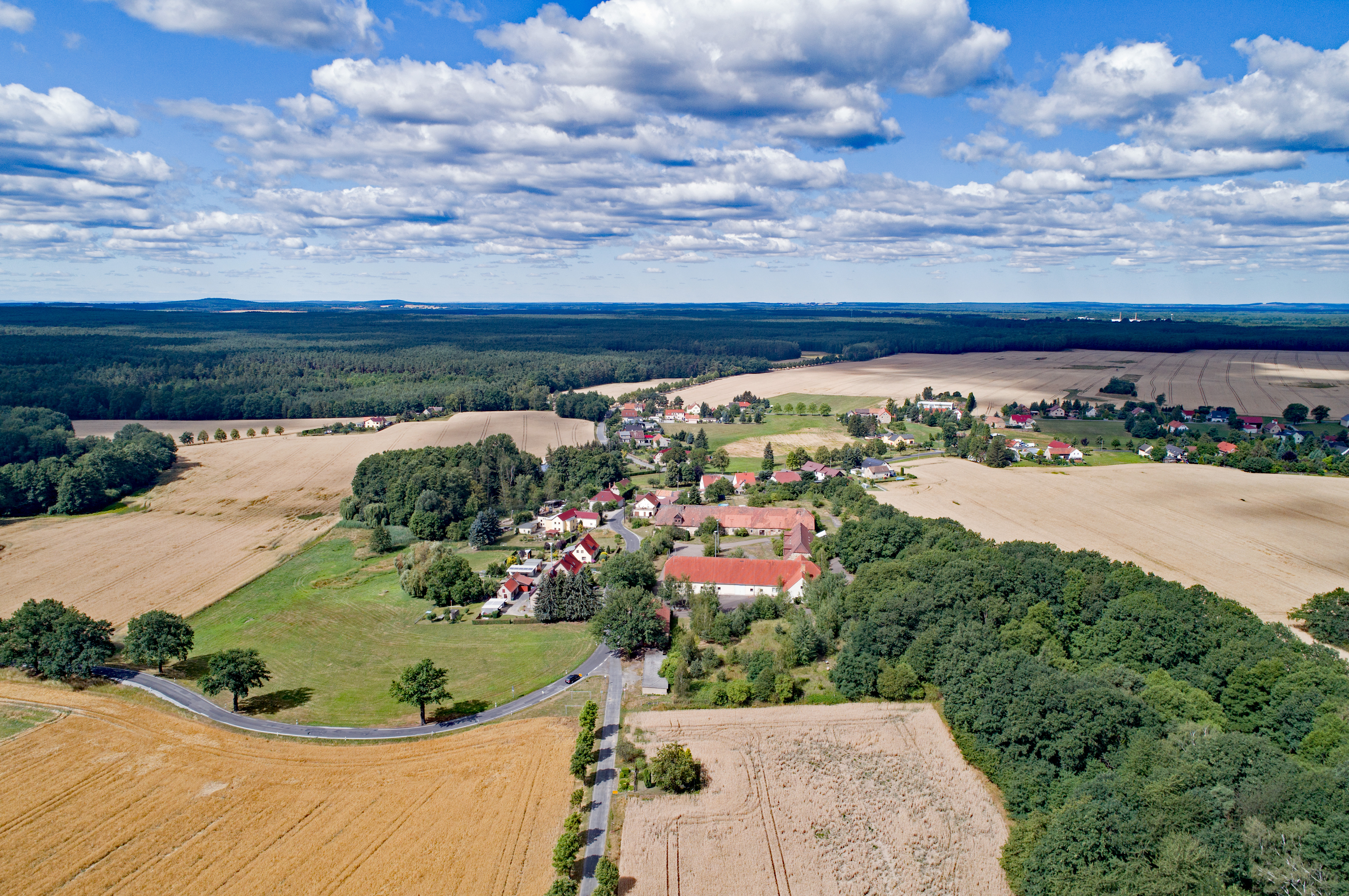
Luftbild

## Geographie

### Lage
Bulleritz liegt neun Kilometer nordwestlich von Kamenz inmitten des Bulleritzer Grauwacke-Kuppengebiets. Das Waldhufendorf erstreckt sich in Nord-Süd-Richtung entlang des Schönbaches. Bulleritz wird von mehreren Teichen umgeben; im Norden der Erlenteich, im Osten der Steinteich und die Kaschare (ein gefluteter Steinbruch), im Südosten der Hausteich, der Tzschernitzteich und der Tiefteich. In der Ortsmitte befindet sich der Mühlteich. Nordwestlich des Dorfes liegt das Naturschutzgebiet Erlenbruch-Oberbusch Grüngräbchen. Die sich über der Ostseite von Bulleritz erhebenden Kuppen sind der Weinberg (148 m), der Spitzberg (158 m) und der Nitscheberg (155 m); südöstlich liegt der Lippenberg (164 m), südlich der Ochsenberg (205 m).

### Nachbarorte
| Zeisholz, Grüngräbchen | Großgrabe                                   | Waldhof, Straßgräbchen |
| Schwepnitz             | Kompassrose, die auf Nachbargemeinden zeigt | Hausdorf               |
| Neukirch, Gottschdorf  | Buschhäuser, Rohrbach                       | Cunnersdorf, Schönbach |

## Geschichte
Funde von Steinbeilen aus der Jungsteinzeit sowie bronzezeitliche Urnengräber zeugen von einer frühzeitlichen Besiedlung der Gegend.
Die erste schriftliche Erwähnung des Dorfes erfolgte 1374 im Zinsregister des Klosters St. Marienstern als Voglersdorf bzw. Bolberycz. Weitere Namensformen waren Vogelerdorf, Bulleryz (1382), Bulerycz, Vogelersdorff (1430), Buleritzs (1514), Bulberitz (1534), Bolberitz (1536)  und Pulritz. Der wahrscheinlich vom sorbischen Boleradici oder Bolerad abgeleitete Ortsname setzte sich bereits zu Beginn des 16. Jahrhunderts durch, seit 1746 ist die heutige Namensform Bulleritz gebräuchlich.
In Bulleritz bestand ein Rittergut, das seit 1562 zumeist mit der Standesherrschaft Königsbrück verbunden war. 1565 erhielt der Königsbrücker Standesherr Caspar von Dohna Bulleritz als Lehn gereicht. Eingepfarrt war das Dorf zu dieser Zeit nach Kamenz. Der Niederhof wurde gegen Ende des 16. Jahrhunderts verkauft und zu einer Erbschenke umgewandelt. Die Bulleritzer Bevölkerung war bis ins 17. Jahrhundert überwiegend sorbischsprachig. 1691 berichtete der Großgraber Ortspfarrer Christian Prätorius, dass der Ort „in 20, 30, 40 Jahren ganz deutsch worden“ sei.
Durch den Prager Frieden kam Bulleritz 1635 mit der gesamten Lausitz unter kursächsische Herrschaft. Beim Erwerb der Standesherrschaft Königsbrück durch Heinrich Friedrich von Friesen wurde das Rittergut Bulleritz von dieser abgetrennt. Der Besitzer von Bulleritz, Friedrich Wilhelm Vitzthum von Eckstädt, klagte 1734 gegen von Friesen wegen der Eingriffen in die Schank- und Mahlgerechtigkeit des Rittergutes.
Im Jahre 1777 war das Rittergut Bulleritz unter den Herren von Redern wieder an die Standesherrschaft Königsbrück angeschlossen. Mit dem Erbvertrag zwischen den Nachkommen des Sigismund Ehrenreich von Redern wurde Bulleritz wieder von der Standesherrschaft abgetrennt; Erbin des Rittergüter Brauna, Großgrabe, Bulleritz, Rohrbach, Schwosdorf, Häslich und Liebenau wurde 1790 seine Tochter Sophie Charlotte Eleonore (1765–1842), die im gleichen Jahr Friedrich Leopold zu Stolberg-Stolberg heiratete. Das lediglich als Vorwerk des Rittergutes Großgrabe genutzte Rittergut Bulleritz wurde 1821 durch die Witwe Sophie Charlotte Eleonore zu Stolberg-Stolberg umgestaltet; anstelle des alten Herrenhauses ließ sie ein schlichtes Arbeiterwohnhaus errichten. 1840 wurde ein Teil des Dorfes von Kamenz nach Großgrabe umgepfarrt, ab 1850 gehörten das gesamte Dorf und das Rittergut zur Parochie Großgrabe. 1841 wurde am Nitscheberg, der seinerzeit noch „Wagners Berg“ hieß, ein Friedhof angelegt, seine Weihe fand 1842 statt. Zu den weiteren Eigentümern des Rittergutes gehörten seit den 1840er Jahren Cajus zu Stolberg-Stolberg und danach dessen Sohn Alfred zu Stolberg-Stolberg, die beide ihren Sitz auf Brauna hatten. Sie bewirtschafteten das 459 ha Land umfassende Gut Bulleritz jedoch nicht in Eigenregie, sondern verpachteten es als Anhängsel des Gutes Großgrabe. 1843 bestand Bulleritz aus 44 Häusern, 1858 waren es t52-
Verwaltungsmäßig gehörte Bulleritz seit 1777 zum Bautzener Kreis und ab 1843 zum Landgerichtsbezirk Bautzen. Mit der Neuordnung der sächsischen Verwaltungsstrukturen wurde Bulleritz 1856 dem Gerichtsamt Königsbrück und 1875 der Amtshauptmannschaft Kamenz zugeordnet. In den Jahren 1933–1934 erfolgte die Verlängerung der Bahnstrecke Dresden-Klotzsche–Königsbrück bis zum Bahnhof Straßgräbchen-Bernsdorf; zwischen Bulleritz und dem Erlenteich wurde der Haltepunkt Bulleritz-Großgrabe angelegt. Letzter Eigentümer des Gutes Bulleritz aus dem Hause Stolberg war Friedrich Leopold zu Stolberg-Stolberg. Er wurde nach dem Zweiten Weltkrieg im Zuge der „Bodenreform“ von den Kommunisten als „Junker“ enteignet. Aus den beiden verstaatlichten Rittergütern wurde 1949 das Volkseigene Gut Großgrabe-Bulleritz gebildet. 1952 wurde die Gemeinde Bulleritz Teil des Kreises Kamenz. Seit 1996 ist Bulleritz ein Ortsteil von Schwepnitz. 1998 wurde auf der Bahnstrecke Dresden-Klotzsche–Straßgräbchen-Bernsdorf der Verkehr zwischen Königsbrück und Straßgräbchen-Bernsdorf eingestellt, die Gleise wurden in den Jahren 2004 und 2005 zurückgebaut. Seit 2008 gehört das Dorf zum Landkreis Bautzen.

### Bevölkerungsentwicklung
| Jahr | Einwohner                                |
| ---- | ---------------------------------------- |
| 1560 | 15 besessene Mann, 5 Gärtner             |
| 1777 | 15 besessene Mann, 10 Gärtner, 9 Häusler |
| 1834 | 238                                      |
| 1843 | 236                                      |
| 1858 | 294                                      |
| 1871 | 291                                      |
| 1890 | 293                                      |
| 1910 | 321                                      |
| 1925 | 342                                      |
| 1939 | 327                                      |
| 1946 | 445                                      |
| 1950 | 432                                      |
| 1964 | 417                                      |
| 1990 | 315                                      |
| 2011 | 310                                      |

## Denkmale
- Zwei Wirtschaftsgebäude des ehemaligen Rittergutes am südlichen Ortsrand, eine Giebelplatte am Arbeiterwohnhaus erinnert  an dessen Neubau durch Sophie Charlotte Eleonore von Reder, verheiratete Gräfin zu Stolberg-Stolberg im Jahre 1821. Der große Vierseithof ist ungenutzt.
- Wohnstallhaus Hauptstraße 24, erbaut 1818
- Wohnstallhaus Ringstraße 36, aus dem Jahre 1838
- Schulgebäude aus dem Jahre 1895, auf dem Dach befindet sich ein Glockentürmchen als Dachreiter

Der Friedhof enthält keine älteren Denkmale.